# Gioachino Greco
Gioachino Greco, anomenat el calabrès, (Celico, Calàbria, c. 1600 - c. 1634), fou un jugador i escriptor d'escacs italià del segle xvii, probablement el millor escaquista de la seva època.
Va escriure algunes de les primeres partides d'escacs que es coneixen, 77 en total. Les seves partides, totes contra oponents anònims ("NN"), són possiblement compostes artificialment (Hooper & Whyld 1992), però serveixen com a eines de gran utilitat per detectar paranys d'obertura.
Mikhaïl Botvínnik considerava Greco el primer jugador d'escacs professional (Gufeld & Stetsko 1996:5).

## Llegat
Greco fou un jugador d'escacs molt remarcable entre les èpoques de Ruy López de Segura i François-André Danican Philidor, i va escriure un famós manual que contenia molts paranys i esquemes de mat. Com un dels jugadors durant l'era de l'"estil romàntic italià", va estudiar el Giuoco Piano (1.e4 e5 2.Cf3 Cc6 3.Ac4) i va publicar les seves anàlisis en forma de partides curtes, al voltant de 1625. El 1665, després de la seva mort, els manuscrits foren publicats a Londres. These games are regarded as classics of early chess literature and are sometimes still taught to beginners.
Greco va obrir el camí per a moltes de les llegendes d'atac del Romanticisme, com ara Adolf Anderssen, Paul Morphy, i François Philidor.

### Partides notables
Entre les seves partides/composicions hi ha el primer mat de la coça:
NN vs Greco, 1620 

1.e4 e5 2.Cf3 Cc6 3.Ac4 Ac5 4.O-O Cf6 5.Te1 O-O 6.c3 De7 7.d4 exd4 8.e5 Cg4 9.cxd4 Cxd4 10.Cxd4 Dh4 11.Cf3 Dxf2+ 12.Rh1 Dg1+ 13.Cxg1 Cf2# 0–1
i aquest impressionant sacrifici de dama:
Greco vs NN, 1619 

1.e4 b6 2.d4 Ab7 3.Ad3 f5 4.exf5 Axg2 5.Dh5+ g6 6.fxg6 Cf6 7.gxh7+ Cxh5 8.Ag6# 1–0

### Composició
Aquesta composició de Greco usa el tema del peó de torre equivocat: 
|   | a | b | c | d | e | f | g | h |   |
| 8 | a8 negres torre · f5 negres alfil · g5 negres rei · f3 blanques alfil · f2 blanques torre · g2 blanques peó · h2 blanques peó · g1 blanques rei | a8 negres torre · f5 negres alfil · g5 negres rei · f3 blanques alfil · f2 blanques torre · g2 blanques peó · h2 blanques peó · g1 blanques rei | a8 negres torre · f5 negres alfil · g5 negres rei · f3 blanques alfil · f2 blanques torre · g2 blanques peó · h2 blanques peó · g1 blanques rei | a8 negres torre · f5 negres alfil · g5 negres rei · f3 blanques alfil · f2 blanques torre · g2 blanques peó · h2 blanques peó · g1 blanques rei | a8 negres torre · f5 negres alfil · g5 negres rei · f3 blanques alfil · f2 blanques torre · g2 blanques peó · h2 blanques peó · g1 blanques rei | a8 negres torre · f5 negres alfil · g5 negres rei · f3 blanques alfil · f2 blanques torre · g2 blanques peó · h2 blanques peó · g1 blanques rei | a8 negres torre · f5 negres alfil · g5 negres rei · f3 blanques alfil · f2 blanques torre · g2 blanques peó · h2 blanques peó · g1 blanques rei | a8 negres torre · f5 negres alfil · g5 negres rei · f3 blanques alfil · f2 blanques torre · g2 blanques peó · h2 blanques peó · g1 blanques rei | 8 |
| 7 | a8 negres torre · f5 negres alfil · g5 negres rei · f3 blanques alfil · f2 blanques torre · g2 blanques peó · h2 blanques peó · g1 blanques rei | a8 negres torre · f5 negres alfil · g5 negres rei · f3 blanques alfil · f2 blanques torre · g2 blanques peó · h2 blanques peó · g1 blanques rei | a8 negres torre · f5 negres alfil · g5 negres rei · f3 blanques alfil · f2 blanques torre · g2 blanques peó · h2 blanques peó · g1 blanques rei | a8 negres torre · f5 negres alfil · g5 negres rei · f3 blanques alfil · f2 blanques torre · g2 blanques peó · h2 blanques peó · g1 blanques rei | a8 negres torre · f5 negres alfil · g5 negres rei · f3 blanques alfil · f2 blanques torre · g2 blanques peó · h2 blanques peó · g1 blanques rei | a8 negres torre · f5 negres alfil · g5 negres rei · f3 blanques alfil · f2 blanques torre · g2 blanques peó · h2 blanques peó · g1 blanques rei | a8 negres torre · f5 negres alfil · g5 negres rei · f3 blanques alfil · f2 blanques torre · g2 blanques peó · h2 blanques peó · g1 blanques rei | a8 negres torre · f5 negres alfil · g5 negres rei · f3 blanques alfil · f2 blanques torre · g2 blanques peó · h2 blanques peó · g1 blanques rei | 7 |
| 6 | a8 negres torre · f5 negres alfil · g5 negres rei · f3 blanques alfil · f2 blanques torre · g2 blanques peó · h2 blanques peó · g1 blanques rei | a8 negres torre · f5 negres alfil · g5 negres rei · f3 blanques alfil · f2 blanques torre · g2 blanques peó · h2 blanques peó · g1 blanques rei | a8 negres torre · f5 negres alfil · g5 negres rei · f3 blanques alfil · f2 blanques torre · g2 blanques peó · h2 blanques peó · g1 blanques rei | a8 negres torre · f5 negres alfil · g5 negres rei · f3 blanques alfil · f2 blanques torre · g2 blanques peó · h2 blanques peó · g1 blanques rei | a8 negres torre · f5 negres alfil · g5 negres rei · f3 blanques alfil · f2 blanques torre · g2 blanques peó · h2 blanques peó · g1 blanques rei | a8 negres torre · f5 negres alfil · g5 negres rei · f3 blanques alfil · f2 blanques torre · g2 blanques peó · h2 blanques peó · g1 blanques rei | a8 negres torre · f5 negres alfil · g5 negres rei · f3 blanques alfil · f2 blanques torre · g2 blanques peó · h2 blanques peó · g1 blanques rei | a8 negres torre · f5 negres alfil · g5 negres rei · f3 blanques alfil · f2 blanques torre · g2 blanques peó · h2 blanques peó · g1 blanques rei | 6 |
| 5 | a8 negres torre · f5 negres alfil · g5 negres rei · f3 blanques alfil · f2 blanques torre · g2 blanques peó · h2 blanques peó · g1 blanques rei | a8 negres torre · f5 negres alfil · g5 negres rei · f3 blanques alfil · f2 blanques torre · g2 blanques peó · h2 blanques peó · g1 blanques rei | a8 negres torre · f5 negres alfil · g5 negres rei · f3 blanques alfil · f2 blanques torre · g2 blanques peó · h2 blanques peó · g1 blanques rei | a8 negres torre · f5 negres alfil · g5 negres rei · f3 blanques alfil · f2 blanques torre · g2 blanques peó · h2 blanques peó · g1 blanques rei | a8 negres torre · f5 negres alfil · g5 negres rei · f3 blanques alfil · f2 blanques torre · g2 blanques peó · h2 blanques peó · g1 blanques rei | a8 negres torre · f5 negres alfil · g5 negres rei · f3 blanques alfil · f2 blanques torre · g2 blanques peó · h2 blanques peó · g1 blanques rei | a8 negres torre · f5 negres alfil · g5 negres rei · f3 blanques alfil · f2 blanques torre · g2 blanques peó · h2 blanques peó · g1 blanques rei | a8 negres torre · f5 negres alfil · g5 negres rei · f3 blanques alfil · f2 blanques torre · g2 blanques peó · h2 blanques peó · g1 blanques rei | 5 |
| 4 | a8 negres torre · f5 negres alfil · g5 negres rei · f3 blanques alfil · f2 blanques torre · g2 blanques peó · h2 blanques peó · g1 blanques rei | a8 negres torre · f5 negres alfil · g5 negres rei · f3 blanques alfil · f2 blanques torre · g2 blanques peó · h2 blanques peó · g1 blanques rei | a8 negres torre · f5 negres alfil · g5 negres rei · f3 blanques alfil · f2 blanques torre · g2 blanques peó · h2 blanques peó · g1 blanques rei | a8 negres torre · f5 negres alfil · g5 negres rei · f3 blanques alfil · f2 blanques torre · g2 blanques peó · h2 blanques peó · g1 blanques rei | a8 negres torre · f5 negres alfil · g5 negres rei · f3 blanques alfil · f2 blanques torre · g2 blanques peó · h2 blanques peó · g1 blanques rei | a8 negres torre · f5 negres alfil · g5 negres rei · f3 blanques alfil · f2 blanques torre · g2 blanques peó · h2 blanques peó · g1 blanques rei | a8 negres torre · f5 negres alfil · g5 negres rei · f3 blanques alfil · f2 blanques torre · g2 blanques peó · h2 blanques peó · g1 blanques rei | a8 negres torre · f5 negres alfil · g5 negres rei · f3 blanques alfil · f2 blanques torre · g2 blanques peó · h2 blanques peó · g1 blanques rei | 4 |
| 3 | a8 negres torre · f5 negres alfil · g5 negres rei · f3 blanques alfil · f2 blanques torre · g2 blanques peó · h2 blanques peó · g1 blanques rei | a8 negres torre · f5 negres alfil · g5 negres rei · f3 blanques alfil · f2 blanques torre · g2 blanques peó · h2 blanques peó · g1 blanques rei | a8 negres torre · f5 negres alfil · g5 negres rei · f3 blanques alfil · f2 blanques torre · g2 blanques peó · h2 blanques peó · g1 blanques rei | a8 negres torre · f5 negres alfil · g5 negres rei · f3 blanques alfil · f2 blanques torre · g2 blanques peó · h2 blanques peó · g1 blanques rei | a8 negres torre · f5 negres alfil · g5 negres rei · f3 blanques alfil · f2 blanques torre · g2 blanques peó · h2 blanques peó · g1 blanques rei | a8 negres torre · f5 negres alfil · g5 negres rei · f3 blanques alfil · f2 blanques torre · g2 blanques peó · h2 blanques peó · g1 blanques rei | a8 negres torre · f5 negres alfil · g5 negres rei · f3 blanques alfil · f2 blanques torre · g2 blanques peó · h2 blanques peó · g1 blanques rei | a8 negres torre · f5 negres alfil · g5 negres rei · f3 blanques alfil · f2 blanques torre · g2 blanques peó · h2 blanques peó · g1 blanques rei | 3 |
| 2 | a8 negres torre · f5 negres alfil · g5 negres rei · f3 blanques alfil · f2 blanques torre · g2 blanques peó · h2 blanques peó · g1 blanques rei | a8 negres torre · f5 negres alfil · g5 negres rei · f3 blanques alfil · f2 blanques torre · g2 blanques peó · h2 blanques peó · g1 blanques rei | a8 negres torre · f5 negres alfil · g5 negres rei · f3 blanques alfil · f2 blanques torre · g2 blanques peó · h2 blanques peó · g1 blanques rei | a8 negres torre · f5 negres alfil · g5 negres rei · f3 blanques alfil · f2 blanques torre · g2 blanques peó · h2 blanques peó · g1 blanques rei | a8 negres torre · f5 negres alfil · g5 negres rei · f3 blanques alfil · f2 blanques torre · g2 blanques peó · h2 blanques peó · g1 blanques rei | a8 negres torre · f5 negres alfil · g5 negres rei · f3 blanques alfil · f2 blanques torre · g2 blanques peó · h2 blanques peó · g1 blanques rei | a8 negres torre · f5 negres alfil · g5 negres rei · f3 blanques alfil · f2 blanques torre · g2 blanques peó · h2 blanques peó · g1 blanques rei | a8 negres torre · f5 negres alfil · g5 negres rei · f3 blanques alfil · f2 blanques torre · g2 blanques peó · h2 blanques peó · g1 blanques rei | 2 |
| 1 | a8 negres torre · f5 negres alfil · g5 negres rei · f3 blanques alfil · f2 blanques torre · g2 blanques peó · h2 blanques peó · g1 blanques rei | a8 negres torre · f5 negres alfil · g5 negres rei · f3 blanques alfil · f2 blanques torre · g2 blanques peó · h2 blanques peó · g1 blanques rei | a8 negres torre · f5 negres alfil · g5 negres rei · f3 blanques alfil · f2 blanques torre · g2 blanques peó · h2 blanques peó · g1 blanques rei | a8 negres torre · f5 negres alfil · g5 negres rei · f3 blanques alfil · f2 blanques torre · g2 blanques peó · h2 blanques peó · g1 blanques rei | a8 negres torre · f5 negres alfil · g5 negres rei · f3 blanques alfil · f2 blanques torre · g2 blanques peó · h2 blanques peó · g1 blanques rei | a8 negres torre · f5 negres alfil · g5 negres rei · f3 blanques alfil · f2 blanques torre · g2 blanques peó · h2 blanques peó · g1 blanques rei | a8 negres torre · f5 negres alfil · g5 negres rei · f3 blanques alfil · f2 blanques torre · g2 blanques peó · h2 blanques peó · g1 blanques rei | a8 negres torre · f5 negres alfil · g5 negres rei · f3 blanques alfil · f2 blanques torre · g2 blanques peó · h2 blanques peó · g1 blanques rei | 1 |
|   | a | b | c | d | e | f | g | h |   |

Solució: 1... Ta1+ 2. Tf1 Txf1+ 3. Rxf1 Ah3! i les negres sacrificaran l'alfil pel peó-g o el transformaran en un peó-h després de 4. gxh3 (Averbakh 1996:85).